# Saban Capital Group
Saban Capital Group is een Amerikaans muziek- en entertainmentbedrijf, opgericht in 2001 door Haim Saban als voortzetting van Saban Inc., opgericht in 1983. Het bedrijf kent meerdere takken waaronder Saban Music Group, Saban Brands en is gedeeltelijk eigenaar van Univision Communications. Voorheen was Saban Capital Group ook deels eigenaar van Fox Family Worldwide Inc, waar Saban's vorige bedrijf Saban Entertainment onder viel.

## Saban Music Group
Saban Music Group werd opgericht in 1983 door Haim Saban en Shuki Levy onder de naam "Saban Records". Dit was een Amerikaanse tak van "Saban International Paris" (nu SIP Animation). In 1986 kocht Warner Communications Saban Records eerste muziekcatalogus voor 6 miljoen dollar. Op 4 oktober 2010 kocht Bug Music de wereldwijde rechten op het volledige assortiment van Saban Music Group, bestaande uit titelsongs en soundtracks van meer dan 90 televisieseries en 100 televisiefilms en specials.

## Saban Brands
Op 5 mei 2010 maakte Saban Capital Group bekend een tweede tak op te starten genaamd Saban Brands. Op 12 mei 2010 werd bekend dat Saban Brands de serie Power Rangers, welke in 2001 door Saban Entertainment was verkocht aan The Walt Disney Company, had teruggekocht voor 43 miljoen dollar. Per 2011 zal Saban Brands het 18e seizoen van deze serie produceren. Op 17 augustus 2010 kocht Saban Brands Paul Frank Industries over.

## Saban Films
Op 6 mei 2014 kondigde Saban Capital Group de oprichting aan van Saban Films, een distributiebedrijf dat jaarlijks 8 tot 10 speelfilms voor de Noord-Amerikaanse markt zal verwerven.